# Молчаново (Харьковская область)
Молчаново (укр. Мовчанове), село,
Краснопавловский поселковый совет,
Лозовский район,
Харьковская область.
Село ликвидировано в 1988 году.

## Географическое положение
Село Молчаново находится на пересечении дорог Т-2107 и Т-2109.
По селу протекает пересыхающий ручей с запрудой.

## История
- 1988 — село ликвидировано[1].